# Arne Fredga
Arne Fredga, född 18 juli 1902 i Uppsala, död 25 januari 1992 i Uppsala, var en svensk kemist som var professor i organisk kemi vid Uppsala universitet. 
Fredga disputerade i Uppsala 1935, och hans forskning kom främst att beröra stereokemi och organisk svavelkemi. Vid sidan av sitt ordinarie arbete var Fredga verksam som konstnär; han utförde bland annat dekorativa småskulpturer i polykromt trä och akvarellmålningar.
Fredga invaldes 1943 som ledamot av Kungliga Vetenskapsakademien och var från 1944 ledamot av Nobelkommittén för kemi. Han blev riddare av Nordstjärneorden 1946 och kommendör av samma orden 1957.
Arne Fredga var son till lasarettsläkaren Carl Fredga och Elin Adolfina Cassel. Han var från 1931 gift med Brita Öhlin samt far till Karl Fredga och Kerstin Fredga. Han är begraven på Uppsala gamla kyrkogård.